# 도시의 제왕
도시의 제왕(Prince Of The City)은 미국에서 제작된 시드니 루멧 감독의 1981년 범죄, 드라마, 스릴러 영화이다. 트리트 윌리암스 등이 주연으로 출연하였고 버트 해리스 등이 제작에 참여하였다.

## 출연

### 주연
- 트리트 윌리암스
- 제리 오바치
- 리처드 포론지

### 조연
- 돈 빌렛
- 케니 마리노
- 카민 카리디
- 안소니 페이지
- 노먼 파커
- 폴 로블링

## 제작진
- 원작자: 로버트 달리
- 미술: 토니 월톤
- 의상: 안나 힐 존스톤
- 배역: 조이 토드